# Vidrio crown

Un doblete acromático, que combina vidrio crown y vidrio flint.

El vidrio crown es un tipo de vidrio óptico utilizado en lentes y otros componentes ópticos. Tiene un índice de refracción relativamente bajo (≈1.52) y baja dispersión (con números de Abbe de alrededor de 60). Se produce a partir de silicatos combinados con hidróxidos alcalinos, que contienen aproximadamente un 10% de óxido de potasio. El término crown procede de la palabra del francés antiguo corone ("curvado"), según el proceso de fabricación utilizado tradicionalmente para este tipo de vidrio, mediante soplado y posterior aplanado en forma de disco. Fue uno de los primeros vidrios de baja dispersión fabricados.
Si bien la denominación vidrio crown es propia del material descrito, también se usa para otros vidrios ópticos con propiedades similares: generalmente, cualquier vidrio con número de Abbe en la gama de 50 a 85. Por ejemplo, el vidrio borosilicatado o Schott BK7 también se denomina crown y es muy utilizado en lentes de precisión. Contiene aproximadamente un 10% de óxido de boro, sus características ópticas y mecánicas son muy buenas, y es resistente a ataques químicos y medioambientales. Otros aditivos utilizados en los vidrios crown son el óxido de cinc, el óxido de fósforo (V), el óxido de bario, la fluorita y el óxido de lantano (III).
Vidrio Hi–CROWN
También denominado vidrio Crown de “refringencia superior” (índice de refracción 1,604); permite fabricar lentes más delgadas y estéticamente satisfactorias para óptica oftalmológica. Esta mayor delgadez compensa su mayor densidad.
Doblete acromático
Una lente cóncava de vidrio flint es generalmente combinada con una lente convexa de vidrio crown para producir un doblete acromático (ver: lente acromática). Las dispersiones de los dos vidrios se compensan entre sí, produciendo una aberración cromática reducida en comparación con una lente sencilla con la misma distancia focal.

## Fabricación
Las materias primas que forman el vidrio (arena de sílice, cal, sosa y potasa) se mezclan en las proporciones establecidas y se funden en hornos eléctricos continuos a temperaturas que oscilan entre 1400º y 1500 °C. Tras depurar y homogeneizar la masa fundida eliminando burbujas y posibles residuos, se rebaja su temperatura, obteniéndose la forma deseada de la lente mediante prensado. Para obtener lentes coloreadas o con absorción de radiaciones ultravioletas o infrarrojas, se añaden pequeñas cantidades de sustancias como óxido de manganeso, cerio o selenio.